# Деонтей Уайлдер — Тайсон Фьюри (2018)
Деонтей Уайлдер против Тайсон Фьюри — профессиональный боксёрский 12-и раундовый поединок в тяжёлом весе, за титул чемпиона мира по версии World Boxing Council, которым обладает Деонтей Уайлдер. Бой состоялся 1 декабря 2018 года в Стэйплс-центр, Лос-Анджелес.
По ходу боя доминировал Фьюри, но Уайлдер дважды отправлял его в нокдаун (в 9 и 12 раундах). Поединок продлился 12 раундов и завершился ничьей раздельным судейским решением.

## Предыстория
После того как осенью 2013 года экс-чемпион мира в двух весовых категориях Дэвид Хэй перенёс операцию и объявил о том, что завершил карьеру боксёра, Тайсону Фьюри пришлось искать нового соперника. И он сразу же бросил вызов американцу Деонтею Уайлдеру. Бой Фьюри был запланирован на 8 февраля 2014 года в Англии. Как сообщали WBN, представители Уайлдера были не против начать переговоры об организации этого поединка. Однако промоутер тяжеловеса Дерека Чисоры, Фрэнк Уоррен, призвал Тайсона Фьюри принять матч-реванш с Дереком и провести его 8 февраля 2014 года.
В ноябре 2013 года промоутер Тайсона Фьюри, Мик Хеннесси, подтвердил информацию о начале переговорного процесса с командой американца Деонтея Уайлдера. В то же время Уайлдер, по словам промоутера был всего лишь одним из возможных вариантов.
В итоге сторонам боксёров не удалось договориться о проведении боя, и 8 февраля 2014 года Тайсон Фьюри повторно встретился с Дереком Чисором, намереваясь выйти на чемпионский бой с Владимиром Кличко, владевшего к тому моменту поясами по версиям WBA (super), IBF, WBO. В то время как Деонтей Уайлдер решил двигаться по линии WBC.

## Ход боя
Первые два раунда прошли в осторожной разведке. Уайлдер поддавливал, Фьюри активно двигался и всячески раздёргивал противника. Начиная с третьего раунда Фьюри стал действовать увереннее и завладел явным преимуществом, переигрывая соперника за счёт скорости и большого количества ударов. Чемпион пытался закончить бой одним попаданием, но постоянно промахивался и выглядел растерянным. В начале девятого раунда Фьюри пропустил неточный, но сильный удар справа и оказался в нокдауне. 10 и 11 раунды прошли крайне сумбурно, с обилием клинчей и разменов. В начале 12-го раунда Уайлдер провёл комбинацию правый прямой-левый боковой и отправил Фьюри в тяжёлый нокдаун. Фьюри чудом поднялся на последней секунде отсчёта и сумел продержаться до гонга.
По итогам 12-ти раундов судьи раздельным решением зафиксировали ничью.

## Андеркарт
| Боксёр                          | Итог боя   | Боксёр                                | Примечания                                                                                     |
| ------------------------------- | ---------- | ------------------------------------- | ---------------------------------------------------------------------------------------------- |
| Деонтей Уайлдер (40-0, 39 KO)   | SD (12)    | Тайсон Фьюри (27-0, 19 KO)            | Бой за титул чемпиона мира по версии WBC (8-я защита Уайлдера) в тяжёлом весе (свыше 90,7 кг). |
| Джарретт Хёрд (22-0, 15 KO)     | KO 4 (12)  | Джейсон Уэлборн (24-6, 7 KO)          | Бой за титулы чемпиона мира по версиям WBA Super, IBF и IBO в 1-м среднем весе (до 69,85 кг).  |
| Марк Энтони Баррига (9-0, 1 KO) | SD (12)    | Карлос Ликона (13-0, 2 KO)            | Бой за вакантный титул чемпиона мира по версии IBF в минимальном весе (до 47,63 кг).           |
| Луис Ортис (29-1, 25 KO)        | KO 10 (10) | Трэвис Кауффман (32-2, 23 KO)         | Бой в тяжёлом весе (свыше 90,7 кг).                                                            |
| Джозеф Джойс (6-0, 6 KO)        | KO 1 (10)  | Джо Хэнкс (23-2, 15 KO)               | Бой в тяжёлом весе (свыше 90,7 кг).                                                            |
| Крис Арреола (36-5-1, 31 KO)    | RTD 6 (8)  | Маурензо Смит (20-10-4, 13 KO)        | Бой в тяжёлом весе (свыше 90,7 кг).                                                            |
| Исаак Лове (15-0-3, 5 KO)       | KO 5 (10)  | Лукас Рафаэль Баэс (34-16-5, 18 KO)   | Бой во втором полулёгком весе (до 58,97 кг).                                                   |
| Джулиан Уильямс (25-1-1, 15 KO) | KO 2 (8)   | Франсиско Хавьер Кастро (28-8, 23 KO) | Бой в первом среднем весе (до 69,85 кг).                                                       |